# Vádi Natrún
A Vádi Natrún (arab: وادي النطرون) Egyiptom területén, Kairótól kb. 100 km-re északnyugatra és Alexandriától hasonló távra DNy-ra, a Nyugati-sivatagban fekvő aszóvölgy. A vádi 30-40 km hosszan, 8-10 km szélesen húzódik DK-ÉNy irányban. A völgy a nevét annak a számos tónak köszönheti, amely nyáron csaknem teljesen kiszárad, miközben a talajból só és nátron csapódik ki.
Az oázis több más sivatagi oázissal együtt 2003 óta a világörökség javaslati listáján szerepel.

## Kolostorok
A 4. századtól kezdve több tucat keresztény kolostor épült itt. Ezek legtöbbjét a 9. században meginduló, sorozatos támadások következtében elhagyták a szerzetesek. A keresztény irodalomban e terület Szkétiszként ismert (görög: Σκήτις, Σκέτη), egykori lakóinak vezetői pedig a sivatagi atyákként.
Ma négy itteni kolostor lakott:
- Deir El-Suryani (دير العذراء - السريان) - kopt ortodox szír kolostor; a 6. században alapították.
- Deir Baramos -  Paromeosz (kopt: ⲡⲁⲣⲟⲙⲉⲟⲥ), vagy másképp Baramosz-kolostor (arab: البراموس); a 4. században alapították
- Deir Amba Bichoï (دير الأنبا بيشوي) - kopt ortodox kolostor; a 4. században alapították. A nevét Szt Paiszioszról (koptul Pisoi) kapta.
- Deir Abu Makar (دير الأنبا مقار) - Szent Makariosz kopt ortodox kolostor; a 4. században alapították. A nevét Egyiptomi Szent Makarioszról kapta.

## Földrajz
A Vádi Natrún tengerszint alatti völgyben fekszik. 

### Élővilág
Mivel időszakos tavai a sivatag közepén vannak, így változatos élővilág alakult ki; a vándormadarak hosszú tavaszi és őszi útjuk során megpihennek itt. A tavak kiszáradó szélein kisebb-nagyobb csomókban előforduló növényzet is már messziről idevonzza a madarakat. 
Egyiptomban csak itt és a Birket Qârûn-tó környékén (Fajjúm-oázis) látható az ún. krokodilmadár (Pluvianus aegyptius).
Találhatók még itt sivatagi süvöltők, kövi és széki pacsirták, továbbá a foltos pusztai tyúk, amely inkább hallható, mint látható. Viszonylag nagy méretük ellenére nehéz észrevenni őket, de repülés közben is messze hangzó énekükről lehet felismerni őket. A sivatagi holló éles károgásáról messziről felismerhető. A tavak menti bozótokban és a Nílus deltavidéki termőterületein él Afrika egyik legérdekesebb és legkülönlegesebb madara, a szenegáli kakukk. Szeret vízközelben lenni; vöröses szárnyáról és hosszú farkáról lehet felismerni. 

## Galéria

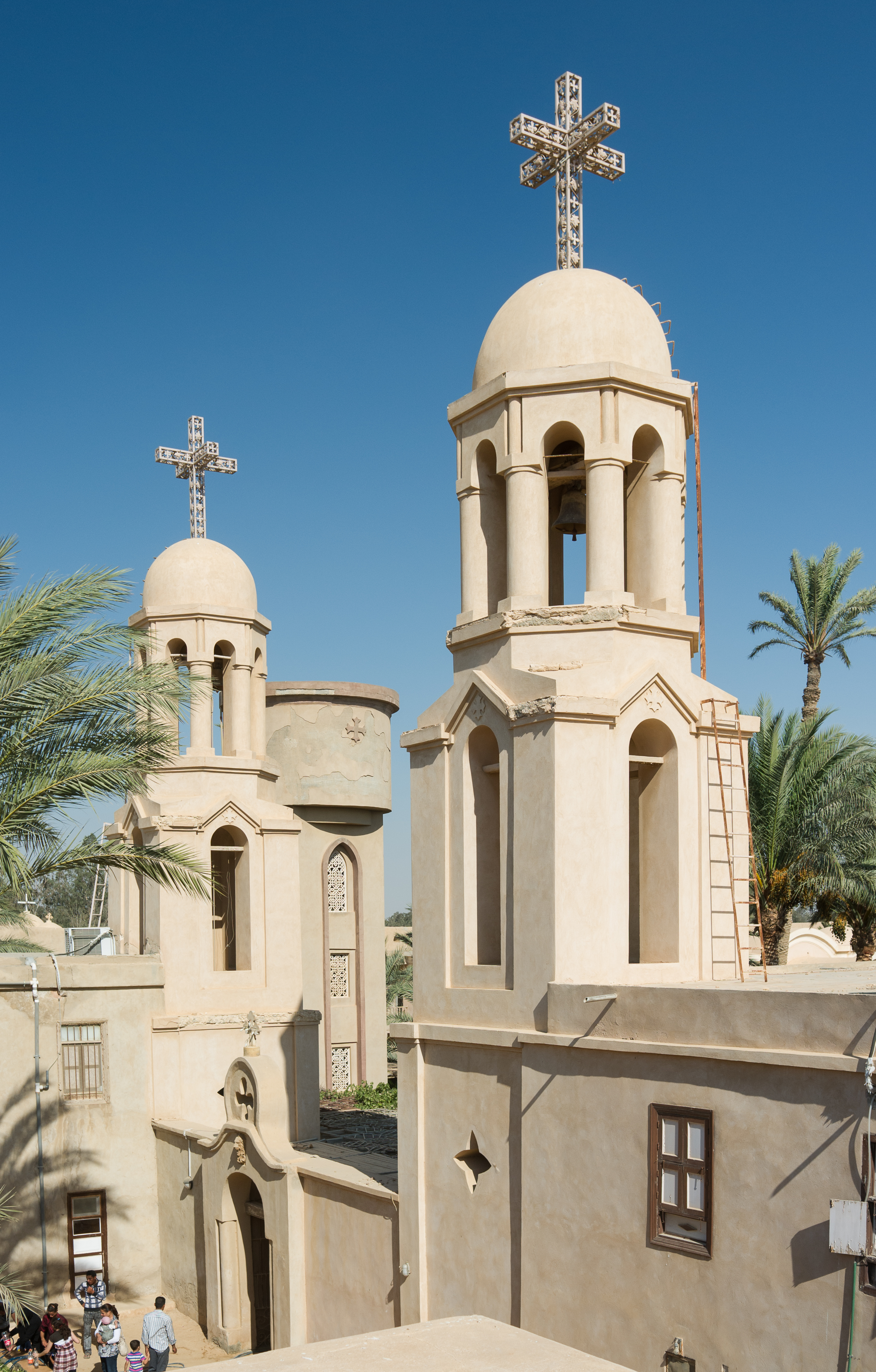
Paromeosz
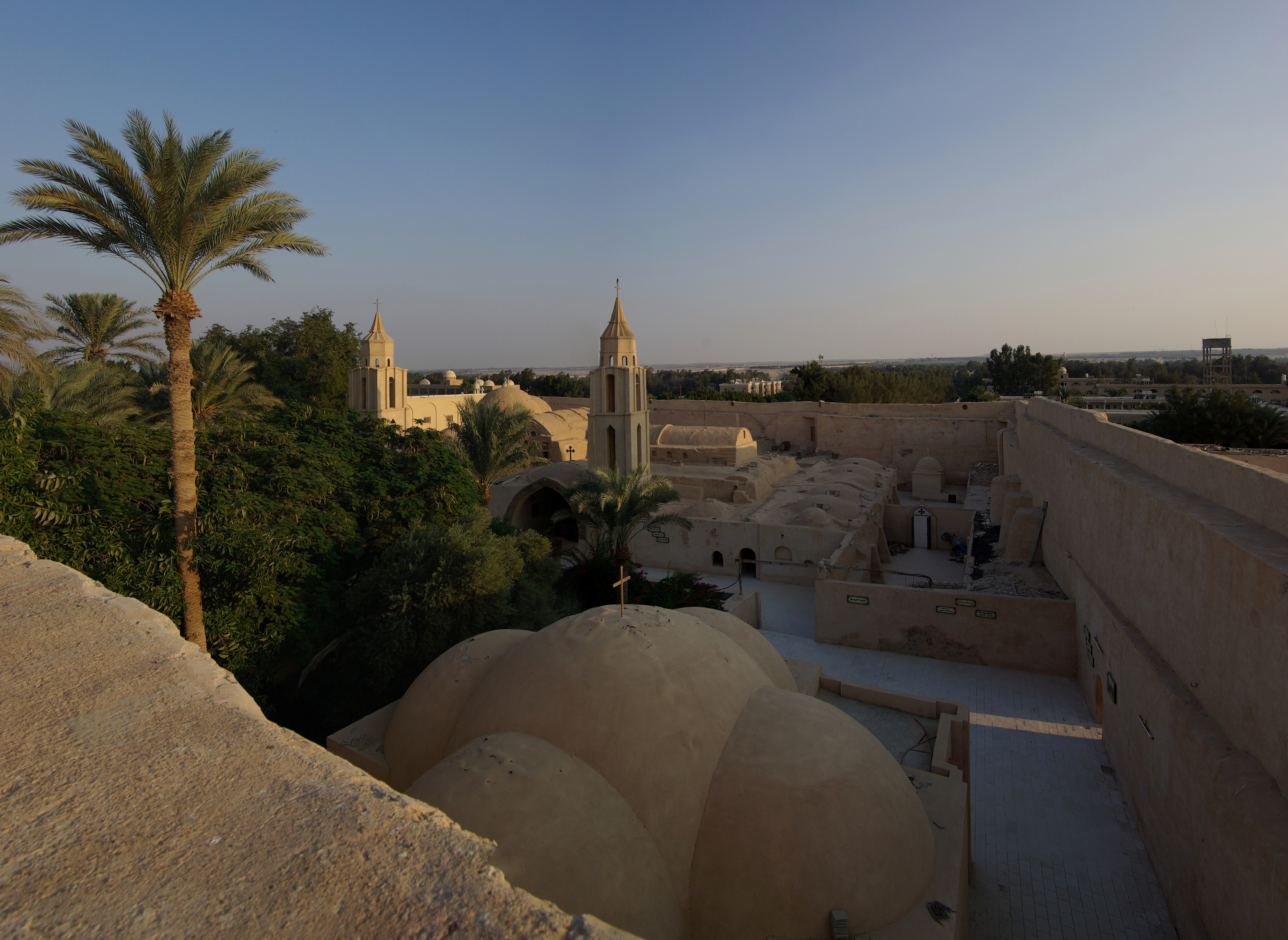
Pishoi (Bichoï)
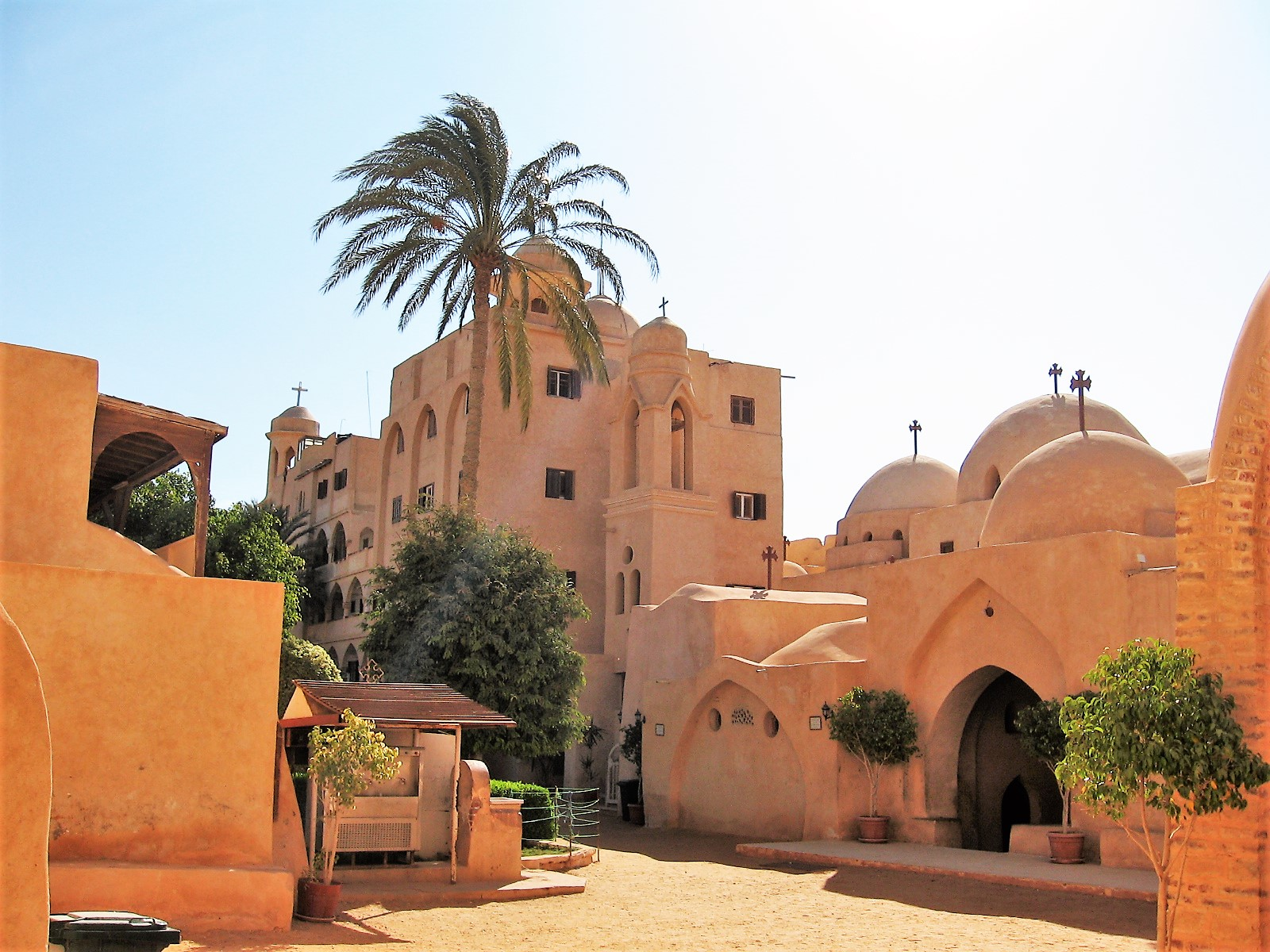
A szír-kolostor (Deir El-Suryani)
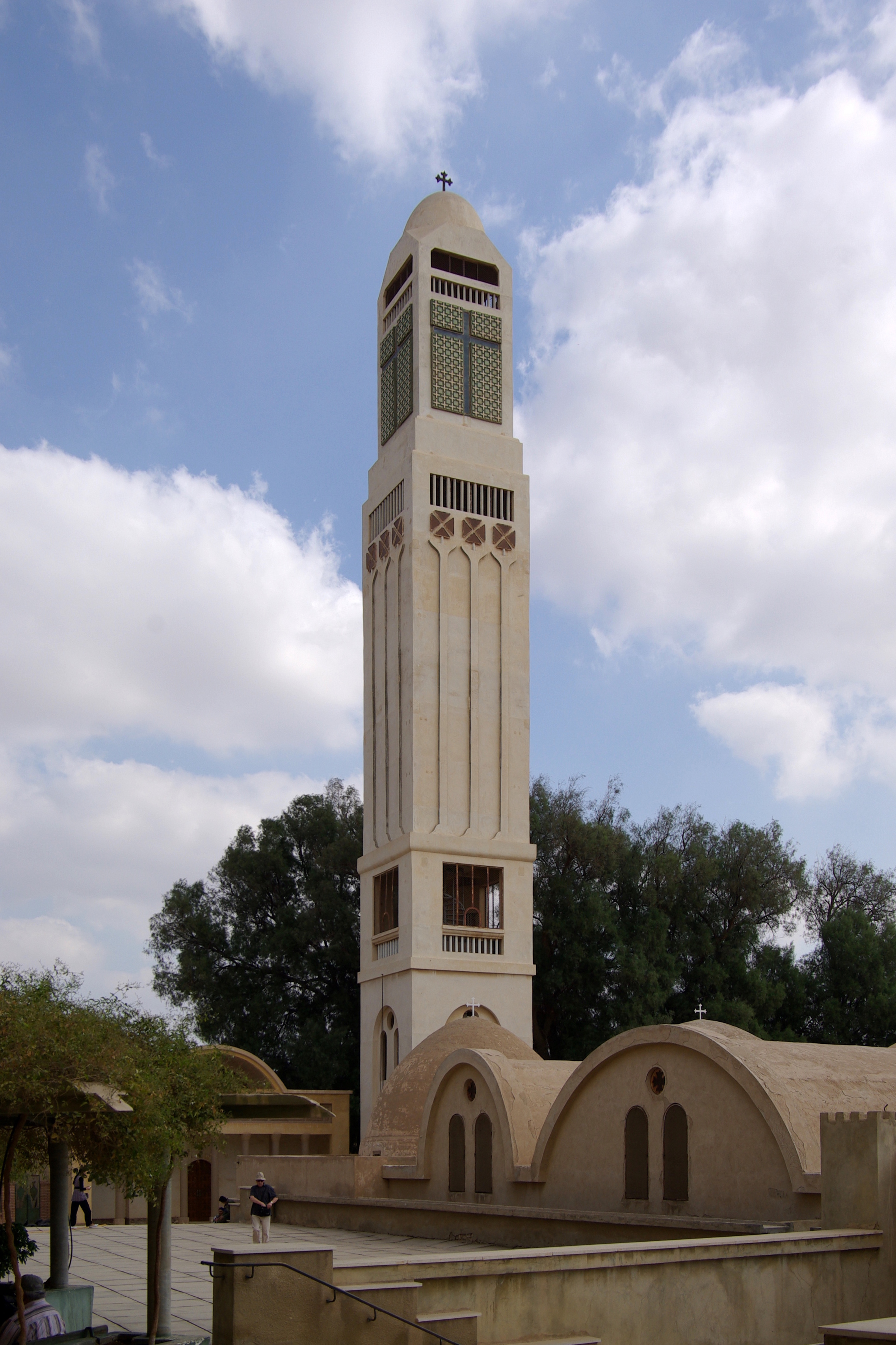
Makariosz-kolostor

## Fordítás
- Ez a szócikk részben vagy egészben  a   Wadi El Natrun című angol Wikipédia-szócikk fordításán alapul.  Az eredeti cikk szerkesztőit annak laptörténete sorolja fel. Ez a jelzés csupán a megfogalmazás eredetét és a szerzői jogokat jelzi, nem szolgál a cikkben szereplő információk forrásmegjelöléseként.